# Shakespeare in Love
Shakespeare in love er en britisk-amerikansk romantisk film fra 1998 om William Shakespeares forelskelse. Filmen er instrueret af John Madden og har Joseph Fiennes, Gwyneth Paltrow og Geoffery Rush i hovedrollerne.
Filmen vandt syv Oscars, bl.a. for bedste film, bedste kvindelige hovedrolle og for bedste kvindelige birolle.

## Plot
I  London i 1593, er  William Shakespeare en spiller i Lord Chamberlains Mænd og dårlig dramatiker for Philip Henslowe, ejer af The Rose Theatre. Shakespeare arbejder på en ny komedie, Romeo and Ethel, the Pirate's Daughter. Han lider af en skriveblokering, og har han knap nok begyndt at skrive stykket, men begynder audition af skuespillere. Viola de Lesseps, datter af en velhavende købmand, der har set Shakespeares skuespil ved hoffet, forklæder sig selv som "Thomas Kent" til audition, og løber derefter væk. Shakespeare forfølger Kent til Violas hus og efterlader en seddel med sygeplejersken, hvor han spørger Thomas Kent om, at begynde prøverne på The Rose Theatre. Han sniger sig ind i huset med spillemænd, hvor hendes forældre er ved at arrangere hendes trolovelse til Lord Wessex, en forarmet aristokrat. Mens han danser med Viola, er Shakespeare målløs, og efter at være blevet bortvist af Wessex, bruger Thomas Kent som en mellemmand for at bejle til hende.
Da han opdager hendes sande identitet, begynder de en hemmelig affære. Inspireret af hende, skriver Shakespeare hurtigt, med hjælp fra sin ven og rivaliserende dramatiker Christopher 'kit' Marlowe og omdanner stykket til hvad der bliver Romeo og Julie. Viola er forfærdet, da hun erfarer, at han er gift, omend han har længe været adskilt fra sin kone, og hun ved, at hun ikke kan undslippe hendes pligt, ved at gifte sig med Wessex, når hun indkaldt til retten for at modtage godkendelse til kampen. Shakespeare iklæder sig en kvindes forklædning, for at ledsage hende som hendes kusine. Der overtaler han Wessex til at satse £50, som en leg kan fange den sande natur af kærlighed, det nøjagtige beløb som Shakespeare kræves for at købe en andel i Chamberlains Mænd. Dronning Elizabeth I erklærer, at hun vil dømme i sagen, da lejligheden byder sig.
Da Edmund Tilney, informeres om at der er en kvinde der spiller på The Rose, lukker han teatret for at bryde forbuddet mod kvinder. Viola identitet er eksponeret for selskabet, der forlader dem uden en scene eller bly skuespiller, indtil Richard Burbage, ejer af The Curtain, giver dem sit teater. Shakespeare tager rollen som Romeo, med en drengeskuespiller som Julie. Efter hendes bryllup, erfarer Viola, at stykket vil blive udført den dag, og løber væk til The Curtain. Hun planlægger at se den med mængden, overhører Viola, at drengen som spiller Julie ikke kan spille, og tilbyder at erstatte ham. Mens hun spiller Julie overfor Shakespeares Romeo bliver publikum betaget, på trods af den tragiske slutning, indtil Mester Tilney ankommer for at anholde alle for uanstændighed grundet Violas tilstedeværelse.
Men dronningen er i fremmøde og fastholder Tilney, i stedet hævde, at Kents lighed med en kvinde er bemærkelsesværdigt. Men selv en dronning er magtesløs overfor at afslutte et lovformeligt ægteskab, og hun beordrer Kent at hente Viola, fordi hun skal sejle med Wessex til kolonien i Virginia. Dronningen fortæller også Wessex, der fulgte Viola til teatret, at Romeo og Julie har vundet satsning for Shakespeare, og har Kent levere sin £50 med instruktioner til at skrive noget "lidt mere munter næste gang, for Helligtrekongersaften".
Viola og Shakespeare siger farvel, og han sværger at udødeliggøre hende, da de improvisere begyndelsen på hans Helligtrekongersaften, ved at forestille sig hende som en skibbruden forklædt som en mand efter en rejse til et fremmed land. "For hun vil være min heltinde for hele tiden, og hendes navn vil være ... Viola ".

## Medvirkende
- Gwyneth Paltrow
- Joseph Fiennes
- Colin Firth
- Judi Dench
- Ben Affleck
- Geoffrey Rush
- Tom Wilkinson
- Imelda Staunton
- Rupert Everett
- Martin Clunes
- Nicholas Le Prevost
- Jill Baker